# أندريه فابر
أندريه فابر (بالفرنسية: André Fabre)‏ هو مدرب خيول فرنسي، ولد في 9 ديسمبر 1945.